# Matthias Hollick
Matthias Hollick (* 2. März 1973 in Frankfurt) ist ein deutscher Informatiker.  

## Leben
2004 wurde Hollick an der TU Darmstadt im FB Elektrotechnik und Informationstechnik promoviert.
2007 forschte er als Gastwissenschaftler an der University of Illinois at Urbana-Champaign, USA.
2009 lehrte Hollick als Gastprofessor an der Universidad Carlos III de Madrid, Spanien.
2009 erhielt er eine W2-Professur an der TU Darmstadt; seit 2012 ist er dort Inhaber einer W3-Professur.
Zu seinen Forschungsschwerpunkten gehören die Sicherheit, Dienstgüte und Verlässlichkeit in selbstorganisierenden Netzen; schichtenübergreifende Optimierung in drahtlosen Netzen; Privatsphäre und Sicherheit im zukünftigen Internet, mobilen und partizipativen Sensorsystemen und Cyber-physikalischen Systemen.

## Preise und Auszeichnungen
- 2005: Preis der Adolf-Messer-Stiftung (dotiert mit 50.000 Euro)[2]
- 2016: Athene-Preis für Gute Lehre